# Demons (bài hát của Imagine Dragons)
"Demons" là một bài hát của ban nhạc người Mỹ Imagine Dragons nằm trong EP đầu tay chính thức của họ Continued Silence (2012) cũng như album phòng thu đầu tay của nhóm, Night Visions (2012). Nó được phát hành như là đĩa đơn thứ tư trích từ album trên toàn cầu và thứ ba ở Hoa Kỳ vào ngày 28 tháng 1 năm 2013 bởi KidinaKorner và Interscope Records. Bài hát được đồng viết lời bởi Adam Baachaoui, Josh Mosser và bốn thành viên của Imagine Dragons (Ben McKee, Daniel Platzman, Dan Reynolds và Wayne Sermon) với nhà sản xuất nó Alex da Kid, cộng tác viên quen thuộc xuyên suốt sự nghiệp của nhóm và chịu trách nhiệm điều hành sản xuất cho Night Visions. Được đánh giá là một trong những bản nhạc tăm tối nhất từ album (bên cạnh "Radioactive"), "Demons" là một bản indie rock ballad mang nội dung đề cập đến một người đàn ông cảnh báo người yêu của anh về những sai sót của bản thân bởi việc bị ngự trị bởi một "con quỷ bên trong", trong đó anh nhận thức rõ về sự không hoàn hảo của mình và muốn bảo vệ người thân trước khi anh có thể làm hại đến chính họ.
Sau khi phát hành, "Demons" nhận được những phản ứng tích cực từ các nhà phê bình âm nhạc, trong đó họ đánh giá cao giai điệu có chiều sâu, chất giọng nội lực của Reynolds cũng như quá trình sản xuất nó, đồng thời gọi đây là một điểm nhấn nổi bật từ Night Visions. Ngoài ra, bài hát còn gặt hái nhiều giải thưởng và đề cử tại những lễ trao giải lớn, bao gồm chiến thắng tại giải thưởng âm nhạc iHeartRadio năm 2014 cho Bài hát Alternative Rock của năm và đề cử tại giải thưởng âm nhạc Billboard năm 2014 cho Top Bài hát Rock. "Demons" cũng gặt hái những thành công lớn về mặt thương mại với việc lọt vào top 10 ở nhiều quốc gia trên thế giới, bao gồm những thị trường lớn như Áo, Brazil, Canada, Ý, Ba Lan, Thụy Điển và Thụy Sĩ, cũng như vươn đến top 20 ở nhiều nơi khác. Tại Hoa Kỳ, nó đạt vị trí thứ sáu trên bảng xếp hạng Billboard Hot 100, trở thành đĩa đơn thứ hai của Imagine Dragons vươn đến top 10 cũng như tiêu thụ được hơn 4.6 triệu lượt tải nhạc số tại đây. Tính đến nay, nó đã bán được hơn 8 triệu bản trên toàn cầu, trở thành một trong những đĩa đơn bán chạy nhất mọi thời đại.
Video ca nhạc cho "Demons" được đạo diễn bởi Isaac Halasima, trong đó bao gồm những cảnh Imagine Dragons hát trong một buổi biểu diễn của ban nhạc tại The Joint ở Las Vegas, Nevada vào ngày 9 tháng 2 năm 2013, xen kẽ với câu chuyện về những con người với những khó khăn khác nhau, bao gồm một cô gái đang đau buồn, một người đàn ông mắc hội chứng Marfan, một nạn nhân của sự ngược đãi bởi cha mẹ và một cựu quân nhân. Nó đã chiến thắng một hạng mục tại giải thưởng Video của MuchMusic năm 2014 cho Video quốc tế của năm – Nhóm nhạc cũng như một đề cử tại giải Video âm nhạc của MTV năm 2014 cho Video Rock xuất sắc nhất. Để quảng bá bài hát, nhóm đã trình diễn "Demons" trên nhiều chương trình truyền hình và lễ trao giải lớn, bao gồm Saturday Night Live, giải thưởng Âm nhạc Mỹ năm 2013 và giải thưởng Video của MuchMusic năm 2014, cũng như trong nhiều chuyến lưu diễn của họ. Kể từ khi phát hành, nó đã được hát lại và sử dụng làm nhạc mẫu bởi nhiều nghệ sĩ, như Chris Daughtry, Jencarlos Canela, Halsey, Sam Tsui, Masha, Jasmine Thompson, Boyce Avenue và Tyler Ward.
Ngày 20 tháng 7 năm 2022, bài hát đạt 1 tỷ lượt xem trên nền tảng Youtube.

## Danh sách bài hát
- Tải kĩ thuật số[3]

1. "Demons" (Imagine Dragons phối lại) – 3:16
2. "Demons" (KIDinaKORNER phối lại) – 3:19
3. "Demons" (Acoustic Trực tiếp ở London) – 3:07

- Tải kĩ thuật số - Phối lại[4]

1. "Demons" (Imagine Dragons phối lại) – 3:16
2. "Demons" (KIDinaKORNER phối lại) – 3:19
3. "Demons" (Dzeko & Torres phối lại) – 3:51
4. "Demons" (Acoustic Trực tiếp ở London) – 3:07
5. "Demons" (video ca nhạc) – 3:56

## Xếp hạng
| Bảng xếp hạng (2013-14)                   | Vị trí cao nhất |
| ----------------------------------------- | --------------- |
| Úc (ARIA)                                 | 11              |
| Áo (Ö3 Austria Top 40)                    | 7               |
| Bỉ (Ultratip Flanders)                    | 2               |
| Bỉ (Ultratop 50 Wallonia)                 | 44              |
| Brazil (Billboard Brasil Hot 100)         | 5               |
| Brazil (Billboard Hot Pop Songs)          | 3               |
| Canada (Canadian Hot 100)                 | 4               |
| Canada AC (Billboard)                     | 3               |
| Canada CHR/Top 40 (Billboard)             | 3               |
| Canada Hot AC (Billboard)                 | 1               |
| Canada Rock (Billboard)                   | 7               |
| Cộng hòa Séc (Rádio Top 100)              | 10              |
| Cộng hòa Séc (Singles Digitál Top 100)    | 9               |
| Pháp (SNEP)                               | 15              |
| Đức (Official German Charts)              | 15              |
| Ireland (IRMA)                            | 11              |
| Ý (FIMI)                                  | 5               |
| Hà Lan (Dutch Top 40)                     | 11              |
| Hà Lan (Single Top 100)                   | 27              |
| New Zealand (Recorded Music NZ)           | 12              |
| Ba Lan (Polish Airplay Top 100)           | 5               |
| Scotland (OCC)                            | 11              |
| Slovakia (Rádio Top 100)                  | 7               |
| Slovenia (SloTop50)                       | 9               |
| Tây Ban Nha (PROMUSICAE)                  | 26              |
| Thụy Điển (Sverigetopplistan)             | 7               |
| Thụy Sĩ (Schweizer Hitparade)             | 8               |
| Anh Quốc (OCC)                            | 13              |
| Hoa Kỳ Billboard Hot 100                  | 6               |
| Hoa Kỳ Adult Contemporary (Billboard)     | 11              |
| Hoa Kỳ Adult Pop Airplay (Billboard)      | 2               |
| Hoa Kỳ Alternative Songs (Billboard)      | 2               |
| Hoa Kỳ Dance/Mix Show Airplay (Billboard) | 17              |
| Hoa Kỳ Hot Rock Songs (Billboard)         | 2               |
| Hoa Kỳ Pop Airplay (Billboard)            | 1               |
| Hoa Kỳ Rhythmic (Billboard)               | 34              |

| Bảng xếp hạng (2013)                   | Vị trí |
| -------------------------------------- | ------ |
| Canada (Canadian Hot 100)              | 54     |
| New Zealand (Recorded Music NZ)        | 39     |
| Sweden (Sverigetopplistan)             | 99     |
| US Billboard Hot 100                   | 62     |
| US Adult Alternative Songs (Billboard) | 14     |
| US Adult Top 40 (Billboard)            | 50     |
| US Alternative Songs (Billboard)       | 5      |
| US Rock Songs (Billboard)              | 8      |
| Bảng xếp hạng (2014)                   | Vị trí |
| Austria (Ö3 Austria Top 40)            | 36     |
| Canada (Canadian Hot 100)              | 17     |
| France (SNEP)                          | 30     |
| Germany (Official German Charts)       | 57     |
| Italy (FIMI)                           | 7      |
| Netherlands (Dutch Top 40)             | 28     |
| Netherlands (Single Top 100)           | 52     |
| Poland (ZPAV)                          | 16     |
| Slovenia (SloTop50)                    | 30     |
| Spain (PROMUSICAE)                     | 49     |
| Sweden (Sverigetopplistan)             | 18     |
| Switzerland (Schweizer Hitparade)      | 27     |
| UK Singles (Official Charts Company)   | 87     |
| US Billboard Hot 100                   | 23     |
| US Adult Contemporary (Billboard)      | 21     |
| US Adult Top 40 (Billboard)            | 22     |
| US Alternative Songs (Billboard)       | 23     |
| US Pop Songs (Billboard)               | 35     |
| US Rock Songs (Billboard)              | 6      |

| Bảng xếp hạng                    | Vị trí |
| -------------------------------- | ------ |
| US Alternative Songs (Billboard) | 50     |

## Chứng nhận
| Quốc gia | Chứng nhận    | Số đơn vị/doanh số chứng nhận |
| --- | ------------- | ----------------------------- |
| Úc (ARIA) | 3× Bạch kim   | 210.000^                      |
| Canada (Music Canada) | 8× Bạch kim   | 0‡                            |
| Đức (BVMI) | 3× Vàng       | 750.000‡                      |
| Ý (FIMI) | 5× Bạch kim   | 250.000‡                      |
| México (AMPROFON) | Bạch kim+Vàng | 90.000*                       |
| New Zealand (RMNZ) | Bạch kim      | 15.000*                       |
| Na Uy (IFPI) | 2× Bạch kim   | 20.000*                       |
| Tây Ban Nha (PROMUSICAE) | Bạch kim      | 40.000*                       |
| Thụy Điển (GLF) | 4× Bạch kim   | 80.000‡                       |
| Thụy Sĩ (IFPI) | Vàng          | 15.000^                       |
| Anh Quốc (BPI) | Bạch kim      | 600.000^                      |
| Hoa Kỳ (RIAA) | 5× Bạch kim   | 5.000.000‡                    |
| Venezuela (APFV) | Vàng          | 5.000^                        |
| Streaming |               |                               |
| Đan Mạch (IFPI Đan Mạch) | 2× Bạch kim   | 3.600.000^                    |
| Na Uy (IFPI) | 2× Bạch kim   | 3.600.000*                    |
| Tây Ban Nha (PROMUSICAE) | Bạch kim      | 8.000.000*                    |
| * Chứng nhận dựa theo doanh số tiêu thụ. ^ Chứng nhận dựa theo doanh số nhập hàng. ‡ Chứng nhận dựa theo doanh số tiêu thụ và phát trực tuyến. |               |                               |